# Nederlandse Toonkunstenaarsbond
De Nederlandse Toonkunstenaarsbond (Ntb) is een vakbond voor muzikanten, acteurs, dansers en artiesten. De Ntb werd in 1919 opgericht en is sinds 1 juni 2018 gefuseerd met de Kunstenbond. De Ntb blijft binnen de nieuwe organisatie bestaan als vakgroep Muziek en handhaaft daarbij haar naam.
Hoewel de bond van oorsprong aangesloten is geweest bij de NVV (voorloper van FNV), was de Ntb tot de fusie met Kunstenbond een onafhankelijke (sectorale) vakbond (dat wil zeggen; niet aangesloten bij een vakcentrale). Middels de fusie in 2018 vond hernieuwd aansluiting plaats bij de vakcentrale (FNV).
Voor ruim de helft bestaat het ledenbestand van de bond uit zelfstandigen, hetgeen de Ntb tevens tot een soort brancheorganisatie maakt, hoewel musici, muziekauteurs en muziekonderwijzers slechts als persoon lid van de organisatie kunnen worden.
De Ntb is betrokken bij onder meer de cao's voor de orkesten en het kunstonderwijs, en heeft (bestuurs)vertegenwoordigingen in rechtenstichtingen zoals Sena, Stichting Norma (beide mede door de Ntb opgericht), Stichting Leenrecht en Stichting de Thuiskopie. Daarnaast verleent de Ntb juridische bijstand aan zijn leden, bijvoorbeeld bij incassozaken of (arbeids)conflicten met opdrachtgevers of werkgevers. De leden kunnen er terecht voor informatie over alles wat met de zakelijke kant van de podiumkunsten te maken heeft. Tevens biedt de Ntb zijn leden een voordelig verzekeringspakket afgestemd op de podiumkunsten.
De Ntb geeft onder meer het blad Muziekwereld (voorheen het Nederlandsch Toonkunstenaarschblad) en publicaties zoals de Ntb Studiosterrengids en de Ntb Boekingsgids uit en organiseert cursussen en workshops rond de zakelijke kanten van het beroep. In 1974 nam de Ntb het initiatief tot het instellen van een jaarlijkse prijs van collega's voor collega's: de Gouden Notekraker. Na een pauze (van 2001 tot en met 2006) wordt deze prijs tegenwoordig uitgereikt door voornoemde stichtingen Sena en Norma. Vanaf 2018 werd de prijs door Ntb in licentie gegeven aan Stichting Performers House, een stichting opgericht vanuit Sena uitvoerende kunstenaars. Sena blijft daarbij hoofdsponsor.
De Ntb is aangesloten bij onder meer Platform Makers (mede door Ntb opgericht) en Kunsten 92.
In 2011 besloot het congres van de Ntb tot oprichting van de Vereniging Componisten en Tekstdichters Ntb (VCTN), waarbij Ntb leden (en sinds juni 2018 ook Kunstenbondleden in andere vakgroepen) die als componist of muziektekstschrijver werkzaam zijn, automatisch zijn aangesloten. Doel van de oprichting was de belangen van aangesloten componisten en tekstdichters beter te kunnen vertegenwoordigen en met name meer invloed te kunnen uitoefenen op het beleid van Buma/Stemra, die tot dat moment weigerde de Ntb als auteursbelangenorganisatie te erkennen. De VCTN is sinds haar oprichting de grootste muziekauteursvereniging van Nederland. Parallel met de fusie tussen Ntb en Kunstenbond ging VCTN een nauwe samenwerking met de nieuwe fusieorganisatie aan, maar blijft en bleef een onafhankelijke vereniging.